# Pseudotropheus flavus
Pseudotropheus flavus là một loài cá thuộc họ Cichlidae. Nó là loài đặc hữu của Malawi. Môi trường sống tự nhiên của chúng là hồ nước ngọt. It also has typical Mbuna aggression, và so should only be housed with other Mbuna.